# آسیب‌شناسی قانونی

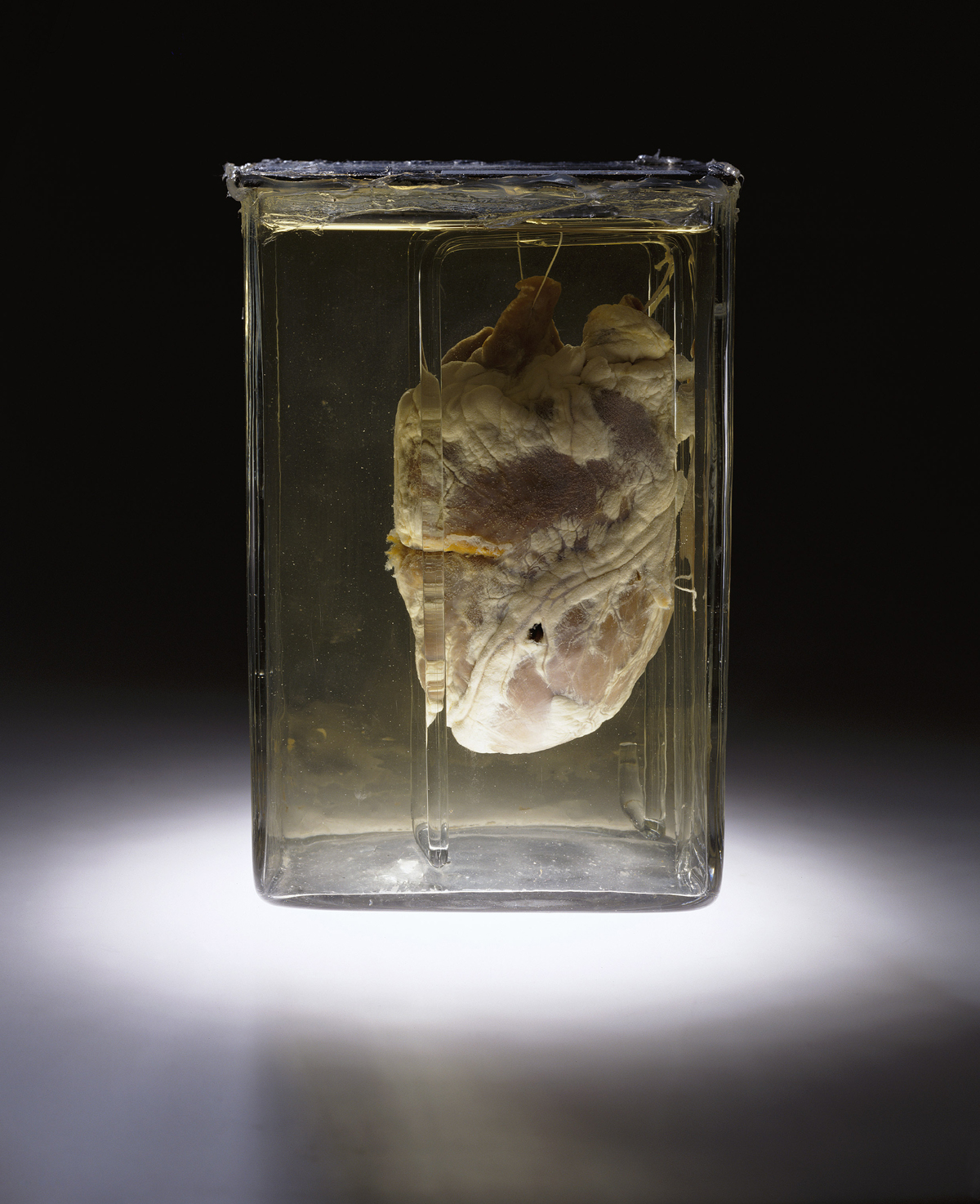
قلب یک قربانی قتل

آسیب‌شناسی قانونی یا پاتولوژی قانونی شاخه‌ای از آسیب‌شناسی است که بر تعیین علت مرگ از راه معاینهٔ جسد تمرکز دارد. معاینهٔ پس از مرگ و کالبدگشایی توسط بازرس پزشکی یا آسیب‌شناس قانونی، معمولاً حین بررسی پرونده‌های حقوق کیفری و پرونده‌های حقوق مدنی در برخی از حوزه‌های قضایی انجام می‌شود.
آسیب‌شناسی قانونی یا پاتولوژی قانونی شاخه‌ای از آسیب‌شناسی است که بر تعیین علت مرگ از راه معاینهٔ جسد تمرکز دارد. معاینهٔ پس از مرگ و کالبدگشایی توسط بازرس پزشکی یا آسیب‌شناس قانونی، معمولاً حین بررسی پرونده‌های حقوق کیفری و پرونده‌های حقوق مدنی در برخی از حوزه‌های قضایی انجام می‌شود.

## وظایف
آسیب‌شناسی قانونی در پزشکی قانونی کاربرد دارد. آسیب‌شناس قانونی پزشکی است که دورهٔ آموزشی آسیب‌شناسی تشریحی را گذرانده و متعاقباً در آسیب‌شناسی قانونی تخصص یافته‌است. شرایط لازم برای تبدیل شدن به یک متخصص پزشکی قانونیِ «کاملاً واجد شرایط» از کشوری به کشور دیگر متفاوت است. برخی از الزامات مختلف در زیر مورد بحث قرار گرفته‌اند.
پزشک قانونی کالبدگشایی/ معاینات پس از مرگ را با هدف تعیین علت مرگ و همچنین یافتن نحوهٔ احتمالی مرگ انجام می‌دهد. گزارش کالبدگشایی حاوی نتایجی است که در رابطه با موارد زیر انجام می‌شود:
- فرایند پاتولوژیک، آسیب یا بیماری که مستقیماً منجر به آغاز یا انجام رویدادهایی می‌شود که منجر به مرگ فرد می‌شود (که مکانیسم مرگ نیز نامیده می‌شود)، مانند زخم برخورد گلوله به سر، جراحت ناشی از ضربه چاقو، خفه کردن، سکتهٔ قلبی ناشی از بیماری سرخرگ‌های کرونری و غیره)
- نحوهٔ مرگ، شرایطی که باعث مرگ می‌شود، که در بیشتر حوزه‌های قضایی شامل موارد زیر است:[۲]
  - آدم‌کشی
  - مرگ تصادفی
  - مرگ طبیعی
  - خودکشی کردن
  - مرگ با دلیل نامشخص

کالبدگشایی همچنین فرصتی را برای رسیدگی به سایر مسائل ناشی از مرگ فراهم می‌کند، مانند جمع‌آوری شواهد و ردیابی یا تعیین هویت متوفی. کالبدگشایی زمانی انجام می‌شود که مرگ اتفاق افتد، زمانی که مرگ غیرمنتظره رخ دهد، زمانی که فردی درحالی‌که تحت نظر پزشک نیست بمیرد، برای حل پرونده‌های جنایی، زمانی که یک فاجعهٔ جمعی رخ می‌دهد و نیاز به شناسایی قربانیان دارد و در صورت درخواست توسط خانواده یا عزیزان متوفی. به‌طور معمول، کالبدگشایی می‌تواند از ۳۰۰۰ تا ۵۰۰۰ دلار هزینه داشته باشد، اما این هزینه می‌تواند از کشوری به کشور دیگر متفاوت باشد.
پزشک قانونی زخم‌ها و جراحات را همراه با علت احتمالی آن صدمات، در کالبدگشایی، در صحنهٔ جرم و گاهی در یک محیط بالینی، مانند تحقیقات تجاوز جنسی یا مرگ حین بازداشت، بررسی و مستند می‌کند.
آسیب‌شناسان پزشکی قانونی نمونه‌های بافت را در زیر میکروسکوپ (بافت‌شناسی) جمع‌آوری و بررسی می‌کنند تا وجود یا عدم وجود بیماری طبیعی و سایر یافته‌های میکروسکوپی مانند وجود ذرات آزبست در ریه‌ها یا ذرات باروت در اطراف زخم گلوله را شناسایی کنند.
آن‌ها نمونه‌های سم‌شناسی بافت‌ها و مایعات بدن را جمع‌آوری و تفسیر می‌کنند تا علت شیمیایی، بیش‌مصرفی تصادفی یا مسمومیت‌های عمدی را تعیین کنند.
در محیط‌های بلایای جمعی، آسیب‌شناسان پزشکی قانونی در کنار متخصصان دندانپزشکی، انسان‌شناسان پزشکی قانونی و همچنین سایر تخصص‌های پزشکی قانونی با هدف شناسایی قربانیان فاجعه، کار خواهند کرد. فرایند شناسایی شامل بازیابی قربانیان، جمع‌آوری داده‌های پیش از مرگ، معاینهٔ اولیه همراه با جمع‌آوری هرگونه شواهد پس از مرگ و در نهایت مقایسهٔ داده‌های جمع‌آوری‌شدهٔ پیش و پس از مرگ به منظور شناسایی آن قربانیان است.
آسیب‌شناسان پزشکی قانونی همچنین به‌عنوان شاهدان متخصص در دادگاه‌های حقوقی برای شهادت در پرونده‌های حقوقی مدنی یا کیفری خدمت می‌کنند.
آسیب‌شناسان پزشکی قانونی با مطالعهٔ پیکر افراد درگذشته کمک زیادی به بهداشت عمومی و پزشکی پیشگیری می‌کنند. آن‌ها با استفاده از یافته‌های خود در طول کالبدگشایی می‌توانند از دانش خود برای جلوگیری از مرگ فرد و افراد دیگر نیز استفاده کنند.

## تحقیق در مورد مرگ

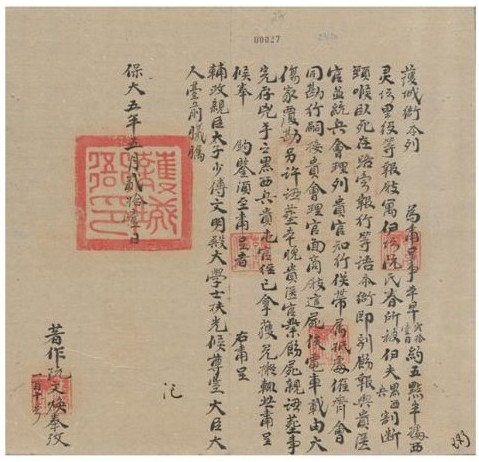
گزارش کالبدگشایی پزشکی قانونی هندوچینی فرانسوی از یک قربانی قتل که در دورهٔ بائو دای (۱۹۳۰) کشته شده‌است.

آسیب‌شناسان، علت مرگ را از راه معاینهٔ پس از مرگ یا کالبدگشایی تعیین می‌کنند. مرگ‌هایی که علت نامعلومی داشته باشند و مواردی که غیرطبیعی تلقی شوند بررسی می‌شوند.

### روش‌ها
آسیب‌شناسان قانونی باید در چندین زمینه آموزش ببینند تا در شغل خود موفق باشند. آن‌ها از طیف گسترده‌ای از روش‌ها مانند انجام کالبدگشایی استفاده می‌کنند که به خودی خود روش‌های مختلفی دارد. هنگام انجام کالبدگشایی، یک آسیب‌شناس قانونی ممکن است از پرتو ایکس، نمونه‌هایی از مایعات بدن، نمونه‌هایی از بافت‌ها و نمونه‌هایی از کشت باکتریایی که در بدن یافت می‌شود، استفاده کند. حین انجام کالبدگشایی، پزشک قانونی از مراحل مرگ به‌عنوان روش دیگری برای بررسی زمان فوت و مدت زمان فوت جسد استفاده می‌کند. استفاده از اطلاعات دریافتی در طول کالبدگشایی همراه با شواهد ارائه‌شده توسط مجری قانون، مبنایی را برای تعیین علت مرگ فراهم می‌کند.

## تاریخچه
آسیب‌شناسی قانونی توسط رودولف ویرچو، آسیب‌شناس آلمانی که روش ویرچو را توسعه داد پایه‌گذاری شد. روش ویرچو یکی از تکنیک‌های اصلی و محبوب است که امروزه توسط آسیب‌شناسان پزشکی قانونی استفاده می‌شود. این روش، انجام کالبدگشایی و همچنین ایجاد نظریهٔ سلولی است که تأثیرات و آسیب بیماری را بر بدن انسان روشن می‌کند. رودولف ویرچو انجام کالبدگشایی منظم را آغاز کرد که در آن، کل بدن به‌جای یک منطقهٔ خاص بازرسی می‌شد که آسیب‌های بیشتری را که صدمات و بیماری‌ها به بدن انسان وارد می‌کرد، نشان می‌داد. در اروپای آلمانی‌زبان، سخنرانی‌هایی در مورد آسیب‌شناسی پزشکی قانونی در اواسط قرن هجدهم در فرایبورگ و در سال ۱۸۰۴ در وین برگزار می‌شد. دانشمندانی مانند آگوست آمبرویز تاردیو، یوهان لودویگ کاسپر و کارل لیمان تلاش‌های زیادی برای توسعهٔ آسیب‌شناسی پزشکی قانونی به یک علم تجربی انجام دادند.
آمبروز پاره همچنین یکی از پدران آسیب‌شناسی و جراحی پزشکی قانونی مدرن محسوب می‌شود. نوآوری‌های او در اوایل سدهٔ شانزده میلادی شامل ابزار و تکنیک‌های جراحی است. او پیشگام پزشکی میدان جنگ و درمان زخم‌ها بود. یکی از تکنیک‌هایی که او استفاده کرد ریختن روغن جوش روی زخم‌ها بود.
تاریخچهٔ آسیب‌شناسی قانونی را می‌توان تا سدهٔ چهارم پیش از میلاد در بابل دنبال کرد، اما به‌جای تمرین بر روی بدن انسان‌های مرده، عمل آسیب‌شناسی پزشکی قانونی بر روی جانوران انجام می‌شد. پزشکان مسلمان، بیماری‌های عفونی را کشف می‌کردند و اجساد مردگان را می‌گشودند. یکی از آن پزشکان ابن زهر است. ابن زهر به انجام کالبدگشایی اجساد در بیماری‌های پس از مرگ و تحقیقاتی مانند جذام، جرب و بیماری‌های آمیزشی می‌پرداخت.
درحالی‌که ابن زهر مشغول یادگیری در مورد بیماری‌های مسری بود، یی سیونگ، یک مقام دولتی چین در حال جمع‌آوری گروهی از پزشکان بود که مسئول تشریح قربانیان قتل بودند. علت مرگ این قربانیان در کنار پرونده مورد بررسی قرار می‌گرفت و این نخستین باری بود که از آسیب‌شناسی برای کمک به حل پرونده‌های جنایی استفاده می‌شد.
آسیب‌شناسی قانونی نخستین بار در ایالات متحده توسط هیئت آسیب‌شناسی آمریکا در سال ۱۹۵۹ پس از استفاده از سم‌شناسی و آسیب‌شناسی برای حل هزاران پروندهٔ جنایی به رسمیت شناخته شد.
این رشته در کانادا، به‌طور رسمی در سال ۲۰۰۳ به رسمیت شناخته شد، و یک برنامهٔ آموزشی رسمی (یک کمک‌هزینهٔ تحصیلی) در حال حاضر تحت نظارت کالج سلطنتی پزشکان و جراحان کانادا در حال تخصیص است.

## تحصیل
در بیشتر کشورهای انگلیسی‌زبان، آسیب‌شناسی قانونی یکی از تخصص‌های آسیب‌شناسی تشریحی است. الزامات آموزشی از کشوری به کشور دیگر متفاوت است. بسیاری از آسیب‌شناسان پزشکی قانونی پیش از رفتن به‌سمت علم پزشکی قانونی به‌عنوان آسیب‌شناس هیستو (بیمارستانی) عمل می‌کنند. یکی دیگر از نیازهای آسیب‌شناسان پزشکی قانونی شامل داشتن دانش کاری در زمینه‌های تحصیلی خاص مانند سم‌شناسی، بررسی سلاح گرم (بالستیک زخم)، ردیابی شواهد، سرولوژی پزشکی قانونی و فناوری دی‌ان‌ای است.

## در فرهنگ عامه
آسیب‌شناسان در بسیاری از داستان‌های جنایی حضور دارند. در فهرست زیر، به چند شخصیت آسیب‌شناس قانونی در مجموعه‌های تلویزیونی اشاره شده‌است:
- دکتر جورج بولارد در آدمکشان میدسامر
- جردن کاوانا، یک آسیب‌شناس قانونی در دفتر بازرس پزشکی ارشد ماساچوست، در سریال Crossing Jordan است.
- دکتر راوی چاکرابارتی، پزشک متخصص در دفتر معاینهٔ پزشکی شهرستان کینگ، در سریال آی‌زامبی
- دکتر مکس دبرین، آسیب‌شناس پزشکی قانونی وزارت کشور در سریال‌های کارآگاهی تلاش و بازرس مورس
- دکتر لورا هابسون، آسیب‌شناس در سریال Lewis
- دکتر مائورا آیلز، پزشک ارشد در سریال Rizzoli & Isles
- در سریال تلویزیونی شکارچیان سایه، ایزابل لایت‌وود، آسیب‌شناس برجستهٔ پزشکی قانونی در نیویورک است.
- دکتر دونالد «داکی» مالارد، پزشک ارشد تیم پاسخگویی به پروندهٔ اصلی ان‌سی‌آی‌اس در ان‌سی‌آی‌اس
- اسون نایبرگ، پزشک قانونی ادارهٔ پلیس Ystad در سریال تلویزیونی سوئدی و بریتانیایی والاندر
- دکتر جیمز «جیمی» پالمر، دستیار پیشین معاینهٔ پزشکی و رئیس کنونی معاینهٔ پزشکی (پس از بازنشستگی دکتر ملارد) در ان‌سی‌آی‌اس
- دکتر مارکو پاسکوانو، آسیب‌شناس محلی در ویگاتا در سریال ایتالیایی، بازرس مونتالبانو
- دکتر آر. کوئینسی، پزشک ارشد در مجموعهٔ تلویزیونی آمریکایی Quincy, M.E.
- دکتر سامانتا رایان، آسیب‌شناس قانونی، شخصیت اصلی (سری ۱ تا ۸) در مجموعهٔ درام جنایی بریتانیایی شاهد خاموش
- دکتر نیکی الکساندر، آسیب‌شناس پزشکی قانونی (از سری ۸) و شخصیت اصلی از سری ۲۴ در سریال درام جنایی بریتانیایی شاهد خاموش
- دکتر کامیل سارویان، رئیس بخش پزشکی قانونی جفرسونین در سریال استخوان‌ها
- آمبروز اسپلمن، پزشک قانونی و شخصیت اصلی سریال ترسناک فراطبیعی ماجراجویی‌های هراس‌انگیز سابرینا از نتفلیکس
- دکتر میسومی میکوتو، پزشک قانونی در آزمایشگاه تخیلی تحقیقات مرگ غیرطبیعی (UDI Lab) در توکیو در درام ژاپنی غیرطبیعی (۲۰۱۸) است.